# Tennis Girl
Tennis Girl est une affiche photographique renommée dans le monde anglo-saxon. La photo montre une jeune femme de dos qui marche en direction d'un filet de tennis tout en faisant face au soleil, elle tient dans sa main droite une raquette de tennis alors que sa main gauche soulève sa robe de tennis, révélant ainsi ses fesses sans sous-vêtements.
Le photographe britannique Martin Elliott (en) a pris cette photo en septembre 1976 à l'université de Birmingham en Angleterre,,,. Elle met en vedette une femme de 18 ans, Fiona Butler (qui a épousé un dénommé Walker,, son petit copain à l'époque).

## Histoire
La photo a été publiée une première fois en tant que partie d'un calendrier par la société Athena pour souligner le jubilé d'argent en 1977 de la reine d'Angleterre Élisabeth II, la même année que Virginia Wade a gagné le championnat simple dame au tournoi de Wimbledon.
C'est sous la forme d'affiche, vendue par Athena au prix de 2 £, que la photo a obtenu une reconnaissance populaire en 1978. Il s'est vendu environ 2 millions d'affiches,.
Fiona Butler a affirmé ne ressentir aucune gêne d'avoir posé ni aucune amertume de n'avoir reçu aucune redevance,.
Depuis sa diffusion, la photo a été parodiée à plusieurs reprises.